# Грајмерсбург
Грајмерсбург (њем. Greimersburg) општина је у њемачкој савезној држави Рајна-Палатинат. Једно је од 92 општинска средишта округа Кохем-Цел. Према процјени из 2010. у општини је живјело 718 становника. Посједује регионалну шифру (AGS) 7135036.

## Географски и демографски подаци
Грајмерсбург се налази у савезној држави Рајна-Палатинат у округу Кохем-Цел. Општина се налази на надморској висини од 420 метара. Површина општине износи 10,2 km². У самом мјесту је, према процјени из 2010. године, живјело 718 становника. Просјечна густина становништва износи 71 становника/km².